# Seiyūhontō
El Seiyūhontō (japonés: 政友本党, lit. Partido Constitucional de Amigos Ortodoxos) fue un partido político en Japón. Estuvo activo desde 1924 hasta 1927.

## Historia
El partido se estableció el 29 de enero de 1924 luego de una división en el Rikken Seiyūkai sobre el Primer Ministro Kiyoura Keigo, formando un gobierno compuesto en gran parte por miembros de la Cámara de los Pares. De los 278 miembros de la Dieta del Rikken Seiyūkai, 129 permanecieron en el partido, que se opuso a Kiyoura y 149 se fueron para formar el Seiyūhontō, que estaban dispuestos a compartir el poder. La oposición a su gobierno llevó a Kiyoura a convocar elecciones en mayo de 1924, en las que el Rikken Seiyūkai se redujo a 103 escaños. Aunque el Seiyūhontō ganó 111, el Kenseikai surgió como el partido más grande, ganando 151 escaños; Un gobierno de coalición fue formado posteriormente por Katō Takaaki del Kenseikai junto con el Rikken Seiyūkai y el Club Kakushin.
Después de que el gobierno de Katō cayera en agosto de 1925 luego de que el Rikken Seiyūkai se retirara de la coalición, Katō formó un nuevo gobierno con el Seiyūhontō. Esto llevó a una separación del partido por parte de los miembros opuestos a su cooperación, quienes formaron el Dōkōkai, reduciendo al Seiyūhontō a 87 escaños. El partido se unió al gobierno de Wakatsuki Reijirō cuando sucedió a Katō como Primer Ministro en 1926, pero la coalición se derrumbó debido a una disputa sobre las posiciones en el gabinete.
En junio de 1927, el partido se fusionó con el Kenseikei para formar el Rikken Minseitō.